# Berlin-Blankenburg
Blankenburg is een stadsdeel van Berlijn. Het stadsdeel ligt in het noordoosten van de Duitse hoofdstad en behoort tot het district Pankow.

## Ligging
Blankenburg grenst in het noordoosten aan Karow en in het oosten en zuidoosten aan Stadtrandsiedlung Malchow, in het zuiden aan Heinersdorf, in het zuidwesten aan Pankow en in het westen aan Französisch Buchholz. 

## Geschiedenis
Het dorp Blankenburg ontstond op een heuvelrug aan de rand van het Berlijnse oerstroomdal en werd voor het eerst schriftelijk vermeld in 1375. Bij de vorming van Groot-Berlijn in 1920 werd het dorp, dat voorheen tot het Brandenburgse district Niederbarnim hoorde, geannexeerd en bij het Berlijnse district Pankow gevoegd. In 1985 werd Blankenburg overgeheveld naar het district Weißensee; sinds de fusie van beide districten in 2001 behoort het stadsdeel wederom tot Pankow.
De kern van Blankenburg, met goed behouden brink en dertiende-eeuwse dorpskerk, bevindt zich rond de straten Alt-Blankenburg en Krugstege. Blankenburg heeft nog altijd een landelijk-suburbaan karakter en bestaat vooral uit laagbouw. In de zuidwesthoek van het stadsdeel vindt men een groot volkstuinencomplex, aan de zuidoostrand ligt de campus van de Fachhochschule für Technik und Wirtschaft Berlin (FHTW, "Hogeschool voor techniek en economie"). Achter deze campus strekt zich een golfterrein uit, dat zich echter voor het grootste deel in het naburige stadsdeel Stadtrandsiedlung Malchow bevindt.

## Verkeer
Blankenburg wordt in het westen begrensd door BAB 114, maar heeft geen rechtstreekse aansluiting op deze snelweg. De Berlijnse Ring verloopt op geringe afstand. Het stadsdeel wordt doorkruist door een spoorlijn en beschikt over een station. In station Blankenburg stoppen alleen treinen van de S-Bahn (lijnen S2 en S8), regionale en langeafstandstreinen hebben er geen halte.

## Galerij

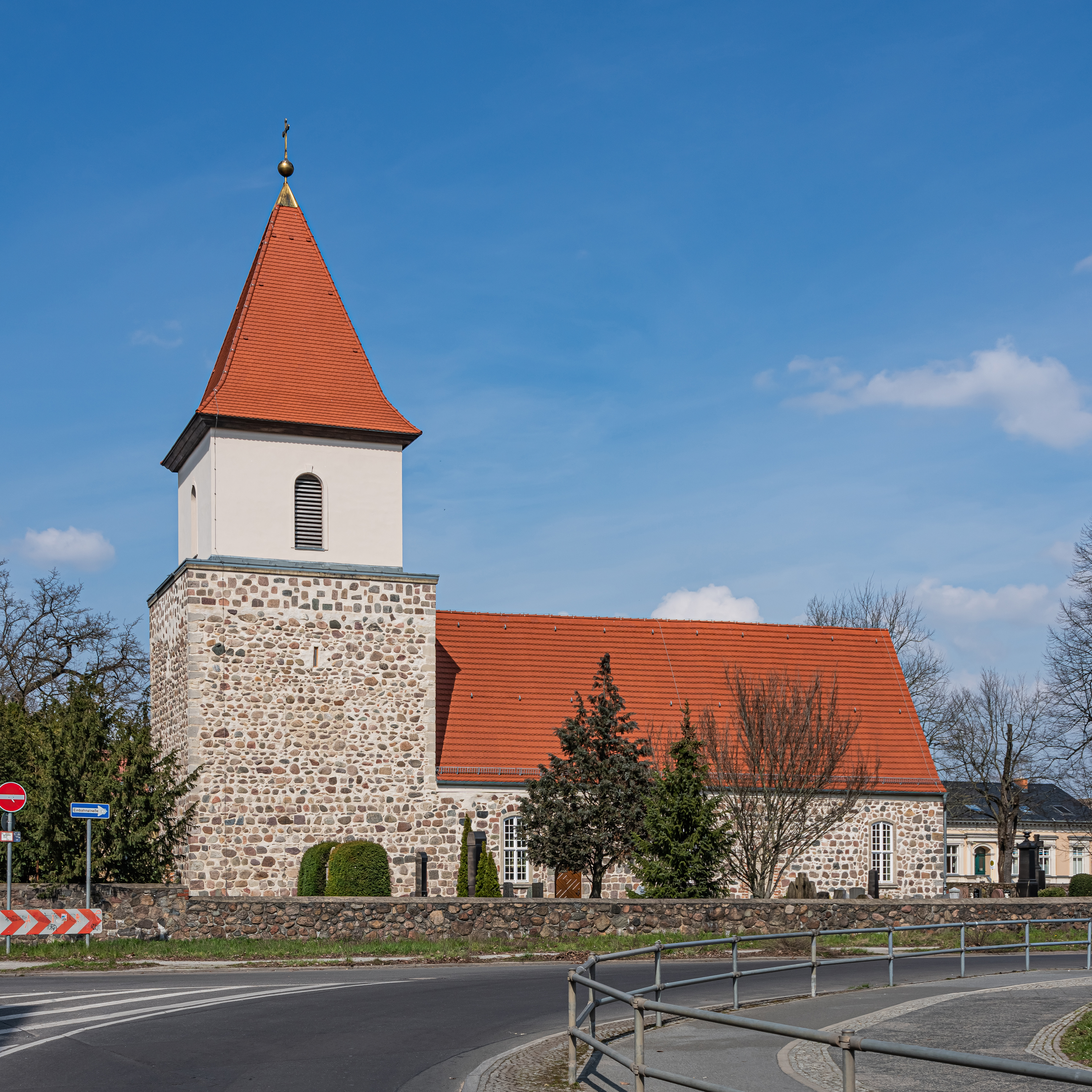
Brink met dorpskerk

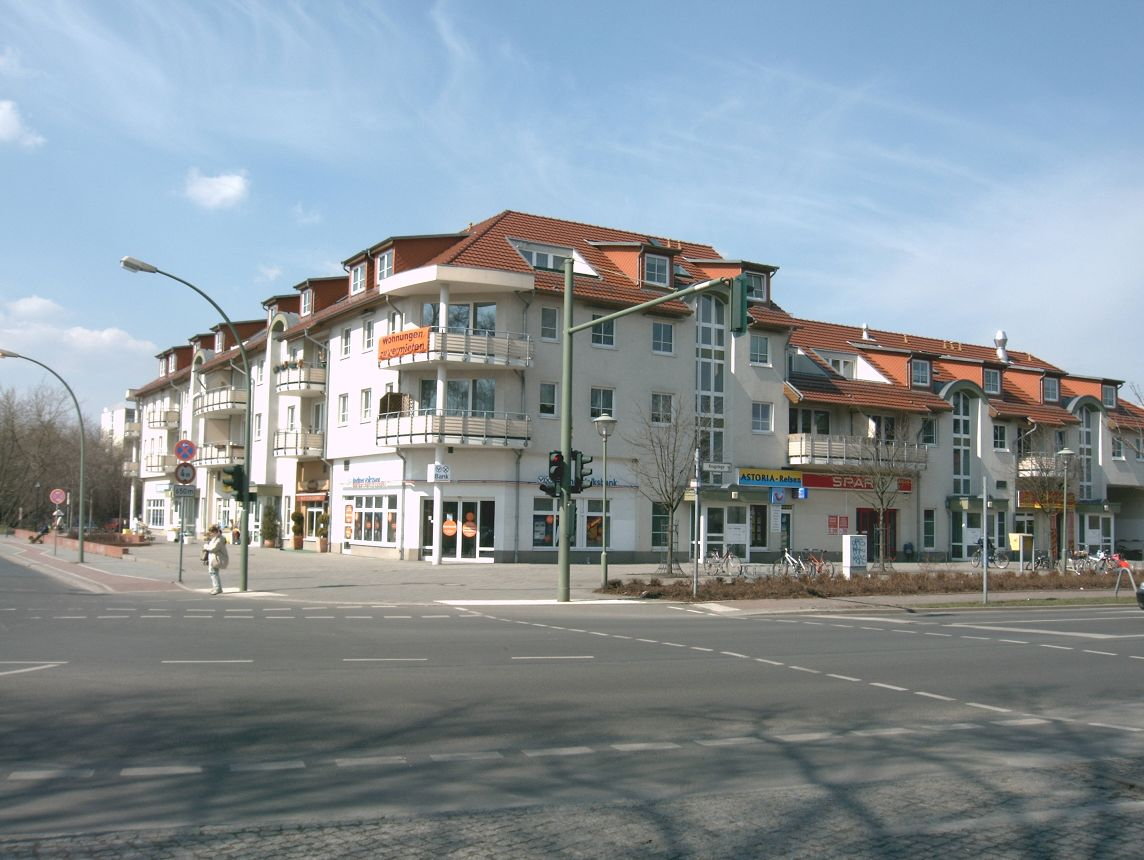
Winkels in het centrum van Blankenburg (Krugstege)

Blankenburg ·
Blankenfelde ·
Buch ·
Französisch Buchholz ·
Heinersdorf ·
Karow ·
Niederschönhausen ·
Pankow ·
Prenzlauer Berg ·
Rosenthal ·
Stadtrandsiedlung Malchow ·
Weißensee ·
Wilhelmsruh